# 매트릭스: 리저렉션
《매트릭스: 리저렉션》(영어: The Matrix Resurrections)은 2021년 개봉한 미국의 SF 액션 영화로, 매트릭스 시리즈의 4번째 작품이다. 
기존 2021년 5월 21일에 북미 개봉 예정이었으나, 코로나19 범유행으로 인해 개봉이 2021년 12월 22일로 연기되었다. 2021년 12월 22일, 미국에서는 극장 개봉과 함께 HBO 맥스를 통해 동시 공개된다.

## 줄거리
영화 <매트릭스: 리저렉션>은 이전 시리즈로부터 60년 후를 배경으로 한다. 비디오 게임 개발자 토마스 앤더슨은 자신이 '매트릭스'라는 게임을 만들었지만, 현실과 환상을 구분하는 데 어려움을 겪는다. 그는 커피숍에서 만나는 티파니라는 여성에게서 게임 속 캐릭터 트리니티의 영감을 얻지만, 그녀 또한 과거를 기억하지 못한다. 앤더슨은 꿈과 현실의 혼란을 억제하기 위해 정신과 의사가 처방한 파란 약을 복용하지만, 곧 중단한다. 한편, 버그스와 모피어스 프로그램은 매트릭스에서 앤더슨, 즉 네오를 구출하려 한다. 네오의 사업 파트너는 네오의 숙적이었던 스미스 요원으로 되살아나고, 네오는 새로운 매트릭스에서 깨어나 버그스의 호버크래프트에 탑승한다.
네오는 인간 도시 아이오에 도착하여 노년의 나이오비를 만난다. 나이오비는 기계 전쟁 이후 60년이 흘렀고, 네오의 희생으로 평화가 찾아왔지만, 인간들이 매트릭스를 떠나면서 전력 부족이 발생해 기계들 사이에 다툼이 벌어졌다고 설명한다. 일부 기계들은 네오의 희생을 기억하고 인간을 보호하려 하지만, 다른 기계들은 인간을 다시 전력 공급원으로 이용하려 한다. 나이오비는 아이오의 안전을 위해 네오를 돕기를 주저하지만, 버그스 일행은 네오를 빼돌려 트리니티를 찾으러 매트릭스에 잠입한다. 그들은 스미스와 다른 추방된 프로그램들의 공격을 받지만 네오의 능력이 되살아나면서 그들을 물리친다. 하지만 네오가 트리니티를 만나기 직전, 네오의 정신과 의사가 나타나 시간을 조작하여 네오를 제압한다. 그는 자신이 인간의 심리를 연구하기 위해 만들어진 분석가 프로그램이라고 밝힌다.
분석가는 네오와 트리니티의 죽음 이후, 네오의 능력과 매트릭스 내의 인간과의 연결 고리를 연구하기 위해 둘을 부활시켰다고 말한다. 그는 네오와 트리니티의 기억을 억누르고 서로를 떨어뜨려 놓음으로써 매트릭스가 더 많은 에너지를 생산하도록 조작했다. 또한, 인간이 믿고 싶어 하는 것을 믿는 경향을 이용하여 매트릭스를 재건하여 인간들을 감정적으로 통제해 왔다고 한다. 네오의 해방은 매트릭스를 불안정하게 만들었고, 시스템을 재부팅하려 하자 분석가는 트리니티를 죽이겠다고 위협하며 네오를 다시 포드에 가두려 한다.
네오는 버그스와 함께 아이오로 돌아와 사티를 만나고, 사티는 분석가에게 복수하기 위해 트리니티를 해방시킬 계획을 세운다. 네오는 트리니티를 매트릭스에서 데리고 나오는 데 실패하면 포드로 돌아가겠다는 약속을 분석가와 한다. 트리니티는 자신의 정체성을 깨닫고, 분석가는 그녀를 죽이려 하지만, 스미스가 복수를 위해 분석가를 공격한다. 네오와 트리니티는 다른 사람들과 함께 매트릭스에서 탈출하고, 추격하는 기계들을 피해 고층 건물에서 뛰어내린다. 트리니티는 하늘을 날아 그들을 안전하게 이끌고, 네오와 함께 분석가에게 돌아가 그를 조롱한다. 마지막 장면에서 네오와 트리니티는 매트릭스를 다시 만들 계획을 세우며 함께 하늘로 날아오른다.

## 출연
- 키아누 리브스 - 네오 역
- 캐리 앤 모스 - 트리니티 역
- 로런스 피시번 - 모피어스 역
- 야히아 압둘마틴 2세 -젊은 모피어스 역
- 닐 패트릭 해리스
- 제이다 핑킷 스미스 - 나이오비 역
- 제시카 헤닉
- 조너선 그로프 - 스미스 역
- 프리양카 초프라 - 사티 역
- 크리스티나 리치
- 엘렌 홀맨
- 램버트 윌슨
- 다니엘 베른하르트

## 같이 보기
- 매트릭스 시리즈
- 사이버펑크
- 디스토피아